# Blaricum

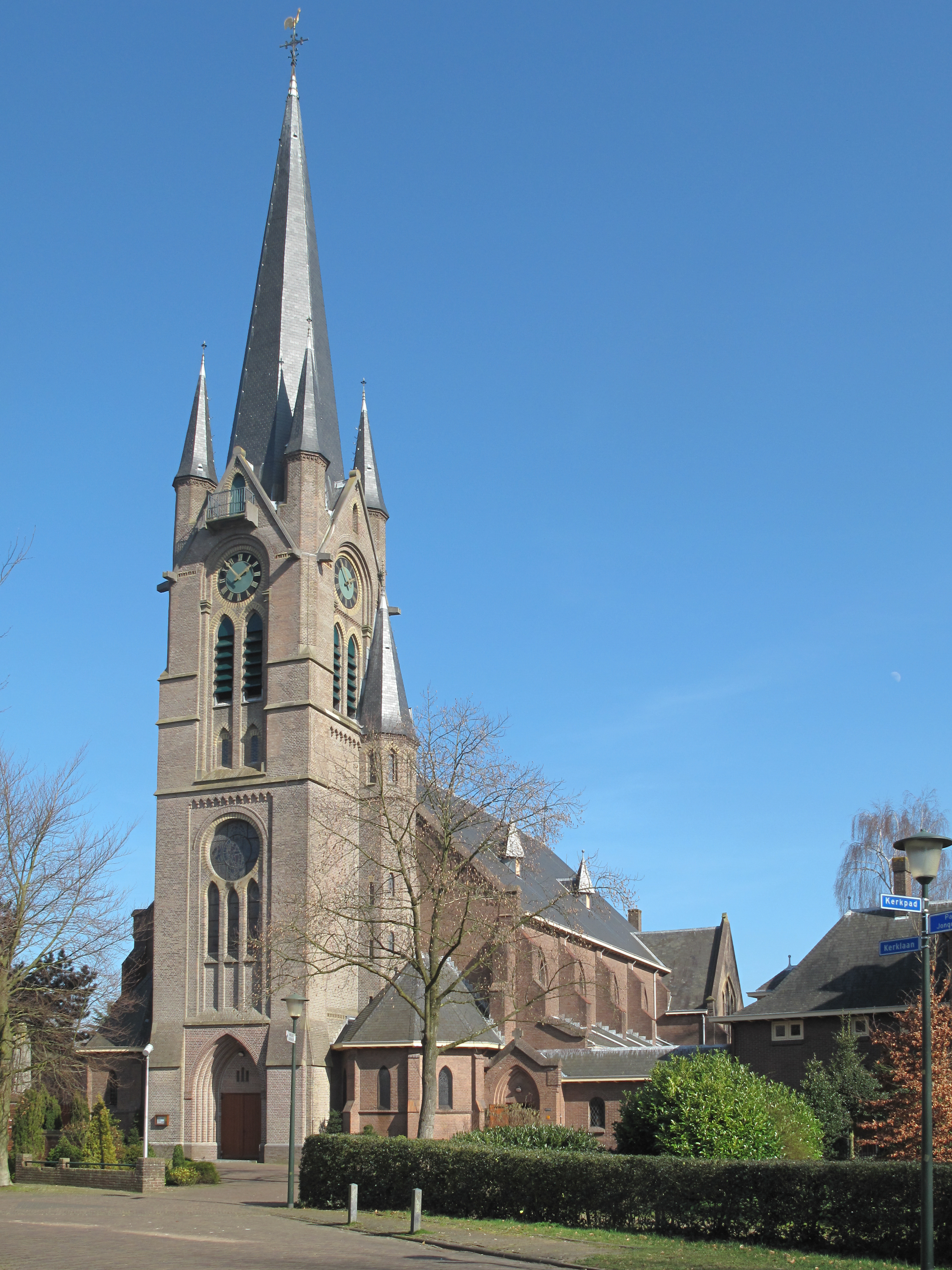
Kyrkan Sint Vitusverk.

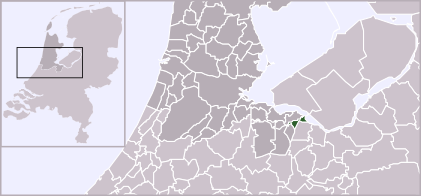
Blaricums läge.

Blaricum är en kommun i provinsen Noord-Holland i nordvästra Nederländerna. Kommunen har en area på 15,58 km² (av vilket 4,45 km² utgörs av vatten) och en folkmängd på 11 226 invånare (2020).